# Ricardo Gómez
Ricardo Ernesto Gómez, född den 23 oktober 1981 vid San Miguel de Tucumán, Argentina. Ricardo är en argentinsk fotbollsspelare, han spelar som mittfältare. För tillfället spelar han för klubben Club Atlético Colón.
Ricardo påbörjade sin professionella fotbollsskarriär år 2003. Hans dåvarande klubb var Juventud Antoniana, klubben spelade i Primera B Nacional, Argentinas andraliga. År 2006 skrev han på kontrakt med Gimnasia y Esgrima de Jujuy. Han blev snart en startspelare för klubben. När klubben säsongen 2008-2009 degraderades lämnade han klubben. Det blev totalt 92 matcher och 5 mål för klubben.
Han fick då kontrakt med Club Atlético Colón, efter 40 matcher och 2 säsonger i klubben såldes han. Rosario Central skrev kontrakt med honom.